# Vicente Suárez
Vicente Suárez Ortega (Xochitlán, Puebla, 13 de abril de 1834-Ciudad de México, 13 de septiembre de 1847) fue uno de los seis cadetes del Heroico Colegio Militar que son conocidos como los Niños Héroes.

## Biografía
José Vicente de la Soledad Suárez Ortega nació en el Municipio de Xochitlán de Vicente Suárez, el 13 de abril de 1834. Ingresó al Colegio Militar el mes de noviembre de 1845, a los 12 y medio años de edad “deseoso de serle útil a la patria en cualquier ciencia del expresado colegio” y con la convicción de su padre de que en el colegio “serán seguros sus adelantos en todas las materias, para su completa educación, de la que ocurriere también a favor del alto gobierno”. Fue incorporado a la segunda compañía de cadetes.
Vicente Suárez fue quizá el primero de los cadetes en morir. Aún no comenzaban a descender los alumnos por las ventanas del mirador cuando los invasores irrumpían en algunos de los patios y estancias del castillo. Como era de los de más corta edad, Suárez se disponía a seguir al capitán Alvarado, pero se detuvo a repeler a los primeros estadounidenses que se acercaron. Cuenta Ignacio Molina que Vicente, “uno de los más niños del colegio, y por su pequeña estatura pertenecía a la segunda compañía, al consumarse el asalto marcó el alto a los enemigos atravesando el estómago de uno de ellos con un formidable golpe de bayoneta y sostuvo con los demás un reñido combate”. Molina confesó saber esto porque lo escuchó de José T. Cuéllar, quien así narró lo sucedido: “El alumno Suárez era delgado, nervioso y de constitución delicada pero de mirada viva y de ánimo resuelto”. Luego, dice Cuéllar: “Desde que comenzó el asalto, el fuego de fusilería se generalizó por todas las líneas. Yo me mezclé de mi orden en un pelotón de soldados del batallón de San Blas y me puse con ellos a hacer fuego en el pasillo o glorieta semicircular del mirador. Después de haber agotado el parque de mi cartuchera, una detonación sobre mi cabeza me hizo volver la cara: el enemigo estaba a cinco pasos. En ese momento vi correr a Suárez con su pequeño fusil en la mano, a tiempo que el primer estadounidense bajaba la escalera. Suárez subió a su encuentro y con formidable golpe atravesó al enemigo por el estómago”. Ni Molina ni Cuéllar vieron morir a Suárez, quien seguramente fue rodeado y acribillado por los invasores.
Vicente fue el primero en sucumbir ante las balas del ejército invasor estadounidense al encontrarse como centinela a la entrada del Castillo de Chapultepec.